# Schule (Musikgeschichte)
Schulen in der Musikgeschichte ist der zusammenfassende Begriff für Musiker einer bestimmten Zeitperiode und Region, die einem ähnlichen oder gleichen Musikstil hinsichtlich der Komposition oder der Interpretation, eben einer Musiktradition, folgen. Solche Schulenbildung gab es im Bereich der Komposition, des Gesangs und im Bereich der Instrumentalmusik. Der Begriff Schule bezeichnet im Allgemeinen eine Institution, „in der Menschen, insbesondere Heranwachsende, zum Zwecke ihrer gemeinsamen und planmäßigen, längerfristigen Unterrichtung und Vorbereitung auf die Teilnahme am gesellschaftlichen Leben zusammenkommen.“

## „Schule“ im weiteren Sinn
Im weiteren Sinne bezeichnet der Begriff Schule auch die Anhängerschaft und Nachfolge einer kulturell bedeutenden Person bzw. einer bestimmten Denk-, Forschungs- oder Stilrichtung. Im Gegensatz zu Schulen in der Bildenden Kunst (z. B. Malerschulen) spielten Schulen in der Musikgeschichte eine geringere Rolle. Bedeutende Schulen in der Musik gab es vor allen Dingen in der Früh- und Spätphase der Musikgeschichte.

## Schulen in der Musikgeschichte
Im Folgenden wird eine Übersicht von Schulen in der Musikgeschichte gegeben.

### Kompositions- und Orchesterschulen
- Notre-Dame-Schule
- Venezianische Schule
- Mannheimer Schule (Johann Stamitz)
- Wiener Schule
- Neapolitanische Schule
- La Jeune France (Olivier Messiaen)
- Neudeutsche Schule (Richard Wagner, Franz Liszt)

### Sänger- und Gesangsschulen
- Klösterliche Gesangsschulen (z. B. der Bodenseegegend)
  - Ars antiqua
  - Ars nova
  - Escola de Montserrat
- Minnesänger
- Meistersinger

### Instrumentenschulen

#### Orgelschulen
- Norddeutsche Orgelschule
- Französische Orgelschule

#### Pianistenschulen
- Deutsche Pianistenschule (Stern’sches Konservatorium, Martin Krause, Claudio Arrau, Edwin Fischer)
- Französische Pianistenschule (Friedrich Kalkbrenner, Pierre Zimmermann)
- Katalanische Pianistenschule (Pere Tintorer, Joan Baptista Pujol)
- Russische Schule des Klavierspiels (Nikolai Rubinstein, Theodor Leschetizky)
- Wiener Pianistenschule (Wolfgang Ebner, Johann Jakob Froberger)

#### Cembaloschulen
- Französische Cembaloschule (siehe auch Pièces de clavecin)

#### Gitarrenschulen
- Katalanische Gitarristenschule

### Moderne Musikschulen
- Wiener Schule der Moderne (Tonschöpfer der Freien Atonalität und der Zwölftontechnik)
- Elektronische Musikschule (z. B. Berliner Schule (Elektronische Musik))
- Hamburger Schule (Verbindung der Neuen Deutschen Welle mit Elementen von Indie-Rock, Punk, Grunge und Pop)
- Göteborger Schule (Melodic Death Metal)

### Sonstige Musikschulen
- Berliner Schule (Arnold Schönberg)
- Niederländer Schule
- Römische Schule
- Venezianische Schule
- Wiener Schule (Vorklassik)